# Hyla felixarabica
Hyla felixarabica is een kikker uit de familie boomkikkers (Hylidae). De soort werd voor het eerst wetenschappelijk beschreven door Gvoždík, Kotlík & Moravec, in 
Gvoždík, Moravec, Klütsch & Kotlík in 2010.

## Verspreiding en leefgebied
Deze soort komt voor in Syrië, Jordanië, Israël, Saoedi-Arabië en Jemen. De soortaanduidingfelixarabica verwijst naar het Arabische Arabia Felix.